# La Revue comique à l'usage des gens sérieux
La Revue comique à l'usage des gens sérieux : histoire morale, philosophique, politique, critique, littéraire et artistique de la semaine, est un hebdomadaire satirique illustré français, publié entre 1848 et 1849.

## Histoire
Éditée par Henri Dumineray (52, rue de Richelieu), imprimée par Lacrampe (2, rue de Damiette) et lancée au mois de novembre 1848, soit quelques semaines avant l'élection présidentielle du 10 décembre, la Revue comique adopte une ligne éditoriale républicaine et prend fait et cause contre Louis-Napoléon Bonaparte. Elle a en effet été créée dans un but de propagande électorale au profit du concurrent de Bonaparte, le général Cavaignac.
L'initiateur de cet hebdomadaire satirique n'est autre que l'éditeur Pierre-Jules Hetzel, alors chef de cabinet de Jules Bastide, l'un des ministres du gouvernement Cavaignac. Pour l'aider à fonder la revue, Hetzel fait appel à l'ancien directeur du Spectateur républicain, Ildefonse Rousset, dont il avait acheté le fonds de librairie quelques années plus tôt.
En 1849, Nadar crée dans la Revue comique le personnage de « Mossieu Réac », caricature de la bourgeoisie réactionnaire et des opportunistes sans scrupule.
Refusant de se soumettre à la loi du 27 juillet 1849, qui restreint la liberté de la presse, la Revue comique cesse de paraître en décembre. L'année suivante, elle est remplacée par le Musée comique, mais l'éditeur réel de cette nouvelle publication est Charles Philipon, directeur du Charivari et du Journal pour rire.
Plus de vingt ans plus tard, Bertall, qui avait été l'un des principaux dessinateurs de la Revue comique, lance le 15 octobre 1871 un périodique satirique homonyme, La Revue comique, qu'il présente comme la suite de l'hebdomadaire de 1848-1849. Cette nouvelle revue est cependant plus éphémère que son modèle, avec seulement dix numéros.

## Collaborateurs
- Étienne Arago[2]
- Philibert Audebrand[2]
- Alexandre Baulant (graveur)[2]
- Émile de La Bédollière[8]
- Achille Béguin[8]
- Bertall[2],[8]
- Clément Caraguel[2],[8]
- Taxile Delord[2]
- Antoine Fauchery[8]
- Lionel Casimir Fabritzius (d)[2],[8]
- Arnould Frémy (d)[2]
- Léon Gozlan[2]
- Tony Johannot (alias Otto)[2],[8]
- Pierre-Jules Hetzel[2]
- Auguste Lireux[2],[8]
- Alcide-Joseph Lorentz[8]
- Nadar[2],[8]
- Gérard de Nerval[2],[8]
- Jean Pastelot[2]
- Quillenbois[8]
- Charles Reybaud (d)[2]
- Louis Reybaud[2]
- Jean Vertot[8]